# Saint-Sulpice-de-Guilleragues
Saint-Sulpice-de-Guilleragues település Franciaországban, Gironde megyében. Lakosainak száma 234 fő (2022. január 1.). Saint-Sulpice-de-Guilleragues Le Puy, Fossès-et-Baleyssac, Coutures, Monségur, Roquebrune és Sainte-Gemme községekkel határos.

## Népesség
A település népessége az elmúlt években az alábbi módon változott:
| Lakosok száma | 240  | 219  | 224  | 223  | 225  | 226  | 229  | 230  | 233  | 234  |
|               | 1968 | 1982 | 1990 | 2006 | 2013 | 2015 | 2017 | 2019 | 2020 | 2022 |